# Trolejbusy w Płowdiwie
Trolejbusy w Płowdiwie − system komunikacji trolejbusowej działający w bułgarskim mieście Płowdiw.
Trolejbusy w Płowdiwie uruchomiono w grudniu 1955. Sieć uległa likwidacji 1 października 2012.

## Linie
W mieście w chwili likwidacji istniały 4 linie trolejbusowe.

## Tabor
W Płowdiwie eksploatowanych było w chwili likwidacji 21 trolejbusów:
- Škoda 14Tr − 2 trolejbusy
- Van Hool AG 280T − 10 trolejbusów
- Saurer/Hess GT560 − 9 trolejbusów

Trolejbusy Saurer/Hess GT560 zostały w 2009 sprowadzone z St. Gallen, a trolejbusy typu Van Hool AG 280T sprowadzono w 2009 z Gandawy.